# Gölcük (Çardak)
Gölcük (türkisch für Seelein) ist ein Dorf im Landkreis Çardak der türkischen Provinz Denizli. Gölcük liegt etwa 76 km südöstlich der Provinzhauptstadt Denizli und 18 km südöstlich von Çardak. Gölcük hatte laut der letzten Volkszählung 242 Einwohner (Stand Ende Dezember 2010).